# فوجكا (سريم)
فوجكا (Војка) هي مدينة في سريم في مقاطعة فوجفودينا في صربيا.
يبلغ عدد سكانها حوالي 5299 نسمة.